# Resolució 2301 del Consell de Seguretat de les Nacions Unides
La Resolució 2301 del Consell de Seguretat de les Nacions Unides fou adoptada per unanimitat el 26 de juliol de 2016. El Consell va ampliar el mandat de la MINUSCA a la República Centreafricana fins al 15 de novembre de 2017 i l'ha adaptat. Ara que hi havia una nova constitució i president, el període de transició al país havia acabat. Ara era l'important era estabilitzar el país i combatre els grups armats que intentaven evitar-ho.

## Contingut
La reconciliació de la població centroafricana era prioritària. Calia implicar-hi homes i dones de totes les capes socials, econòmiques, polítiques, religioses i ètniques de la població. Per això, el Consell es van complaure que diversos líders religiosos van intentessin posar fi a la violència entre cristians i musulmans. Al llarg del país també es van celebrar consultes amb la població, es va arribar a un acord sobre la reforma de l'exèrcit i la policia i els grups armats havien promès alliberar a tots els seus nens soldats. Al desembre de 2015 es va aprovar per referèndum una nova constitució, i el març de 2016 Faustin-Archange Touadéra va ser elegit nou president.
L'exèrcit centreafricà era massa feble i els motius del conflicte persistien. Els grups armats havien segrestat agents a Bangui i l'Exèrcit de Resistència del Senyor havia comès atacs i segrestos al sud-est del país.
La comissió creada amb la Resolució 2127 per investigar les violacions dels drets humans havia arribat a la conclusió que els principals partits del conflicte, el Séléka, l'Anti-Balaka i els elements de l'exèrcit vinculats als grups armats eren responsables de possibles crims de guerra i crims contra la humanitat. Per exemple, l'Anti-Balaka havia comès neteja ètnica. A instàncies del govern centreafricà, la Cort Penal Internacional ja havia obert una investigació al setembre de 2014.
La situació humanitària a la República Centreafricana era dramàtica. Més de 418.000 desplaçats interns necessitaven ajuda i 36.000 estaven atrapats en enclavaments. A més, més de 480.000 persones, principalment musulmanes, havien fugit als països veïns.
El mandat de MINUSCA i l'autorització a l'operació francesa a la RCA es van ampliar fins al 15 de novembre de 2017. El nombre de tropes va romandre igual, al voltant de 13.000. Les prioritats de la missió eren per protegir la població i el personal de l'ONU, promoure els drets humans i facilitar l'assistència humanitària. L'objectiu estratègic era que desapareguessin els grups armats. Per això, MINUSCA contribuiria al procés de reconciliació política, l'expansió de l'autoritat governamental a tot el territori, la reforma de l'exèrcit i la policia, el desarmament i la reintegració dels combatents, l'estat de dret i la lluita contra la impunitat.